# مسجد امام رضا
مسجد امام رضا مربوط به دوره قاجار است و در شهرستان مبارکه، بخش مرکزی، شهر طالخونچه، خیابان حضرت قائم واقع شده و این اثر در تاریخ ۱۳ خرداد ۱۳۸۶ با شمارهٔ ثبت ۱۹۲۱۸ به‌عنوان یکی از آثار ملی ایران به ثبت رسیده است.